# Juan Guillermo Arboleda
Juan Guillermo Arboleda (Medellín, Antioquia, Colombia; 28 de julio de 1989) es un futbolista colombiano que juega de lateral derecho, actualmente juega en Ibagué en un equipo local llamado Calaveras f.c. participando en torneos y 100 horas.

## Clubes
- Actualizado el 13 de diciembre de 2023

| Club                   | País     | Año       | Partidos | Goles |
| ---------------------- | -------- | --------- | -------- | ----- |
| Alianza Petrolera      | Colombia | 2012-2016 | 99       | 1     |
| Deportes Tolima        | Colombia | 2017-2019 | 86       | 2     |
| Deportivo Pasto        | Colombia | 2020      | 20       | 0     |
| Independiente Medellín | Colombia | 2021-2022 | 93       | 0     |
| Deportes Tolima        | Colombia | 2023      | 20       | 0     |
| Total                  | Total    | Total     | 318      | 3     |

## Palmarés

### Torneos nacionales
| Título              | Club                   | País     | Torneo        |
| ------------------- | ---------------------- | -------- | ------------- |
| Categoría Primera A | Atlético Nacional      | Colombia | Apertura 2011 |
| Categoría Primera B | Alianza Petrolera      | Colombia | Torneo 2012   |
| Categoría Primera A | Deportes Tolima        | Colombia | Apertura 2018 |
| Copa Colombia       | Independiente Medellín | Colombia | Copa 2020     |